# Émaux et Camées
 (août 2021).
Si vous disposez d'ouvrages ou d'articles de référence ou si vous connaissez des sites web de qualité traitant du thème abordé ici, merci de compléter l'article en donnant les références utiles à sa vérifiabilité et en les liant à la section « Notes et références ».
Recueil de 37 poèmes publié en 1852, Émaux et camées est le sommet de l'art poétique de Théophile Gautier. La plupart des textes qui le constituent sont octosyllabiques ; « L'Art », contre-exemple, a une forme plus surprenante : il est en effet constitué de quatrains hexasyllabiques, excepté leur troisième vers, constitué de seulement deux syllabes.
Alors que ses premières pièces relevaient de l'esthétique romantique (La Comédie de la mort, España), Gautier évolue de plus en plus vers le formalisme. Ses poèmes deviennent alors des bijoux virtuoses à la beauté un peu froide sans perdre toutefois leur charge émotionnelle.[réf. nécessaire] Cette esthétique nouvelle annonce le mouvement parnassien.
Ce recueil va reparaître plusieurs fois, à chaque fois augmenté : en 1853 (augmenté de deux poèmes : Les Néréides et Les accroche-cœurs), 1858, 1863 et, enfin, en 1872 dans une édition définitive.

## Sommaire
- Préface
- Affinités secrètes
- Le Poème de la Femme
- Études de mains
- Variations sur le Carnaval de Venise
- Symphonie en Blanc Majeur
- Coquetterie posthume
- Diamant du cœur
- Premier Sourire du Printemps
- Contralto
- Caerulei oculi
- Rondalla
- L'Aveugle
- Lied
- Fantaisies d'hiver
- La Source
- Bûchers et tombeaux
- Le Souper des armures
- La Montre
- Les Néréides
- Les Accroche-cœurs
- La Rose-thé
- Carmen
- Ce que disent les hirondelles. Chanson d'automne
- Noël
- Les Joujoux de la morte
- Après le feuilleton
- Le Château du Souvenir
- Camélia et Paquerette
- La Fellah
- La Mansarde
- La Nue
- Le Merle
- La Fleur qui fait le printemps
- Dernier Vœu
- Plaintive Tourterelle
- La Bonne Soirée
- L'Art
- Les Accroche-Cœurs
- Plaisir d'été